# Fogo
El volcà de Fogo és un enorme estratovolcà situat a l'illa de Fogo, una de les principals de l'arxipèlag de Cap Verd.
L'illa gairebé circular de 25 kilòmetres d'ample, està escapçada per una gran caldera de 9 kilòmetres d'ample i fins a un kilòmetre de profunditat la qual queda oberta cap a l'est.
La caldera es va formar quan l'antic Mont Armarelo va col·lapsar lateralment, motiu pel qual està escapçada per l'est.
A 2.829 metres, es troba Pico, el punt més alt de l'illa, un con central molt costerut i geològicament molt jove que s'alça més d'un quilòmetre per sobre del fons de la caldera i uns 100 metres per sobre de la vora d'aquesta.
Pico està coronat per un cràter al cim de 500 m d'ample i 150 metres de profunditat, i aparentment, va estar en activitat gairebé contínua des de l'establiment del portuguesos cap al 1500 fins al voltant del 1760.
A partir d'aquesta data, s'han registrat diverses erupcions de diferents intensitats.

## Historial d'erupcions
| Data d'inici               | Data de finalització   | Localització                  |
| -------------------------- | ---------------------- | ----------------------------- |
| 23 de novembre de 2014     | 8 de febrer de 2015    | O-SO a la base de Pico        |
| 2 d'abril de 1995          | 26 de maig de 1995     | O-SO al lateral de Pico       |
| 12 de juny de 1951         | 21 d'agost de 1951     | NO i S al terra de la caldera |
| 1909                       | Desconegut             | -                             |
| 27 de juny de 1857         | 15 de desembre de 1857 | S-SE al terra de la caldera   |
| 19 de febrer de 1852       | 30 de març de 1852 (?) | N-NO al terra de la caldera   |
| 9 d'abril de 1847          | 2 de maig de 1847 (?)  | N al terra de la caldera      |
| 31 de desembre de 1816 (?) | Desconegut             | -                             |
| 2 de juny 1799             | 28 de juny de 1799     | N al terra de la caldera      |
| 24 de gener de 1785        | 25 de febrer de 1785   | N al terra de la caldera      |
| Abril de 1769              | Desconegut             | Costat SO                     |
| 1500                       | 1761 (?)               | Pico                          |

## Erupció del 23 de novembre de 2014
L'última erupció del Fogo va tenir lloc entre el 23 de novembre de 2014 fins al 8 de febrer de 2015. Com en la majoria d'erupcions d'aquest volcà, l'erupció va venir precedida per una sèrie de sismes.
L'erupció va ser més destructiva que l'anterior de l'any 1995, ja que el flux de lava que s'originava a set punts diferents de Pico es va unificar formant un corrent de lava d'un quilòmetre d'ample, que cobria una superfície major que la de les anteriors erupcions.
Aquest flux de lava va destruir completament les poblacions de Portela i Ilheu de Losna i va causar greus danys a la població de Bangaeira.